# Nahor (fils de Seroug)
Ne doit pas être confondu avec Nahor (fils de Terah).
Nahor est un personnage de la Genèse. Il est le fils de Seroug et le père de Terah. Il meurt à 148 ans.
Selon la chronologie de James Ussher, il aurait vécu de 2155 à 2007 av. J.-C..